# Claude Toussaint Marot de La Garaye
Claude Toussaint Marot de La Garaye (30. října 1675 Rennes – 2. července 1755 Taden) byl francouzský hrabě, lékař, chemik a filantrop.

## Život
Narodil se 30. října 1675 v Rennes jako syn guvernéra Dinanu Guillauma Marot de La Garaye a Jeanne de Marboeuf.
Stal se mušketýrem krále a poradcem bretaňského parlamentu. Roku 1701 se oženil s dcerou úředníka parlamentu Marguerite Picquet de La Motte, která byla tetou admirála Toussainta-Guillauma Picquet de La Motte. Byl vášnivým lovcem a se svou manželkou žil na zámku Château de la Garaye. Jeho manželka po pádu z koně v roce 1701 nemohla mít děti, a proto zůstali bezdětní.
Roku 1710 se manželé rozhodli opustit světský život a z lásky k Bohu sloužit chudým. Jejich zámek přeměnili na nemocnici a dům pro chudé, kde se mohli ubytovat a najíst. Roku 1714 odešel do Paříže, kde se věnoval studiu chemie a medicíny. Následně zřídil chemickou laboratoř pro výrobu léků. Po pětadvaceti letech výzkumu vydal knihu  Chimie hydraulique, pour extraire les sels essentiels des végétaux, animaux et minéraux, avec l'eau pure, která byla několikrát vydána.
Až do své smrti poskytoval bezplatnou péči a zaměstnání chudým v regionu. Zemřel 2. července 1755.

## Proces svatořečení
Proces byl zahájen 22. září 2024 v saintbrieucké diecézi spolu s proces svatořečení jeho manželky.